# Задоренко, Вячеслав Валентинович
Вячеслав Валентинович Задоренко (укр. Вячеслав Валентинович Задоренко; род. 26 марта 1979, Казачья Лопань, Дергачёвский район, Харьковская область, Украинская ССР) — украинский политик и деятель местного самоуправления, Дергачёвский городской глава с 19 ноября 2020 года, начальник Дергачёвской городской военной администрации с 14 октября 2022 года.
С мая по сентябрь 2010 года был советником председателя Дергачёвского районного совета, с ноября 2010 года по ноябрь 2020 года – председатель Казачьелопанского поселкового совета.

## Семья, личная жизнь и образование
Родился 26 марта 1979 года в Казачьей Лопане. Отец – Задоренко Валентин Владимирович (1950 г.р.), мать – Кубрак Наталья Петровна (1954 г.р.). Имеет брата Игоря (1981 г.р.) и сестру Оксану (1982 г.р.).
С 1986 года по 1996 год Вячеслав Задоренко учился в Казачьелопанской средней школе (сейчас – Казачьелопанский лицей).
Имеет четыре высших образования.
В 2002 году окончил Национальную юридическую академию имени Ярослава Мудрого по специальности правоведение (юрист).
В 2005 году стал специалистом по международным экономическим отношениям Международного славянского университета.
В 2010 году получил диплом магистра государственного управления, окончив Харьковский региональный институт государственного управления Национальной академии государственного управления при Президенте Украины.
В 2024 году получил диплом магистра по специальности прикладная политология, окончив Луганский национальный университет имени Тараса Шевченко.
У Вячеслава Задоренко есть жена Карина (1983 г.р.), а также сын Ярослав (2007 г.р.), который в 2024 году окончил Государственную гимназию-интернат с усиленной военно-физической подготовкой «Кадетский корпус». Сын Ярослав с 2024 года учится в Национальной юридической академии имени Ярослава Мудрого.

## Общественно-политическая деятельность
С марта 2003 года по май 2008 года работал юристом в частной компании «Витекс».
В мае 2010 становится советником председателя Дергачёвского районного совета, а в ноябре того же года побеждает на выборах председателя Казачьелопанского поселкового совета.
С приходом к власти Задоренко в Казачьей Лопане начинается комплексная реформа благоустройства, направленная на упорядочение поселковой среды. В указанное время на территории поселка и окрестности соседних населенных пунктов внедряется система подомового вывоза мусора, происходит ремонт крыш многоквартирных домов, жилищно-коммунальных коммуникаций, дорог и тротуаров, устанавливается уличное освещение. Также начинают действовать новые принципы общественного контроля, которые предусматривают тесную координацию между Казачьелопанским поселковым советом, правоохранительными структурами и общественными активистами по соблюдению чистоты и правопорядка. В результате этого в 2011 году Казачья Лопань занимает третье место во всеукраинском конкурсе «Населенный пункт наилучшего благоустройства и поддержания общественного порядка». В следующем 2012 году поселок завоевывает первое место в этом конкурсе и становится лучшим в Украине среди населенных пунктов, отнесенных к пятой категории.
После начала вооруженной агрессии России против Украины в 2014 году Вячеслав Задоренко как глава пограничной Казачьей Лопани инициировал волонтерскую кампанию поддержки украинских военных с целью укрепления государственной границы. В эту кампанию Задоренко активно привлекал местных жителей, за что в 2017 году получил медаль и грамоту от Государственной пограничной службы «За весомый вклад в обеспечение надежной охраны государственной границы Украины и по случаю Дня Пограничника».
В 2015 году второй раз побеждает на выборах председателя Казачьелопанского поселкового совета, который возглавляет до ноября 2020 года.
В 2019 году на внеочередных выборах народных депутатов баллотируется в Верховную Раду Украины как самовыдвиженец на одномандатном избирательном округе №175. По результатам выборов занимает пятое место, набрав 4129 голосов.
В 2020 году Задоренко баллотируется на должность Дергачёвского городского главы  на очередных местных выборах, которые проходят 25 октября, и побеждает, набрав 41,2% (5306) голосов. С 19 ноября того же года он официально вступает в новую должность, которая с этого времени также начинает отождествляться с должностью главы Дергачёвской громады. Местные выборы 2020 года завершают административно-территориальную реформу, которая предусматривала, в частности, образование громад путём объединения сельских, поселковых, городских советов. Таким образом, Вячеслав Задоренко становится первым главой Дергачёвской громады и вторым после Александра Лисицкого Дергачёвским городским главой во времена независимой Украины.
С началом полномасштабного российского вторжения в феврале 2022 года Вячеслав Задоренко как Дергачёвский городской глава организовал работу гуманитарного штаба, медицинских и коммунальных учреждений общины, а также создал и возглавил на Дергачёвщине партизанское движение сопротивления российской агрессии, к которому присоединились более 20-ти местных жителей. Члены партизанского отряда принимали непосредственное участие в боевых действиях вместе с военными Вооруженных сил Украины, осуществляли аэроразведку оккупированных территорий, эвакуировали людей из так называемых серых зон и подконтрольных российской армии территорий. 11 сентября 2022 года во время украинского контрнаступления в Харьковской области Задоренко вместе с партизанским отрядом первыми вошли в Казачью Лопань. За эти действия Вячеслав Задоренко был награжден медалью «За оборону города-героя Харьков» и орденом «За мужество» ІІІ степени.
В начале октября 2022 года Указом Президента Украины на территории Дергачёвской громады создана Дергачёвская городская военная администрация, а Вячеслав Задоренко назначен её начальником.
После освобождения Дергачёвщины от российских оккупантов под руководством Задоренко в сотрудничестве с государственными органами власти и благотворительными организациями начались комплексные работы по восстановлению критической инфраструктуры, ремонту многоквартирных домов, заведений медицины, образования, местных автодорог и т.д.. В 2022 и 2023 годах с целью поиска инвесторов и обмена опытом глава Дергачёвской громады посетил инвестиционные форумы в польской Варшаве и японской Хиросиме.
В конце сентября 2023 года Вячеслав Задоренко в комментарии «Суспільне Харків» заявил о необходимости проведения общественных слушаний о возвращении городу Дергачи исторического названия – Деркачи.
10 октября 2023 года решением XIV сессии Харьковского районного совета VIII созыва за весомый вклад в социально-экономическое и культурное развитие Харьковского района, активную общественную деятельность Вячеславу Задоренко присвоено звание «Почетный гражданин Харьковского района».

## Награды
- Медаль и грамота Харьковского пограничного отряда ГПСУ «За вагомий внесок у забезпечення надійної охорони державного кордону України»[15]
- Медаль «За оборону міста-героя Харків»[27]
- Орден «За мужність» ІІІ степени (за весомый личный вклад в государственное строительство, развитие местного самоуправления, гражданское мужество и самоотверженность, проявленные при защите государственного суверенитета и территориальной целостности Украины в условиях военного положения, верность Украинскому народу)[28]
- Почётный нагрудный знак «Відзнака командира 14-ї окремої механізованої бригади імені князя Романа Великого»[44]
- Нагрудный знак ГПСУ «За співпрацю»
- Медаль НГУ «За патріотизм та співпрацю»[45]
- Звание «Почесний громадянин Харківського району»[43]
- Памятная медаль 4 пограничного отряда ГПСУ «За захист міста-героя Харків»[46]
- Медаль ГПСУ «За сприяння в охороні державного кордону України»[46]
- Благодарность и наградное холодное оружие 97-го отдельного механизированного батальона 60-й Ингулецкой бригады «За допомогу та вагомий внесок в оборону України від агресора»[47]